# Compréhension
« Comprendre » redirige ici.  Pour l'émission de radio, voir Comprendre (Europe 1).
La compréhension (également appelée noûs) est un processus psychologique lié à un objet physique ou abstrait tel que la personne, la situation ou le message selon lequel une personne est capable de réfléchir et d’utiliser des concepts pour traiter cet objet de manière appropriée. 
La compréhension est la relation entre celui qui connaît et l’objet de la compréhension. Elle implique des capacités et des dispositions par rapport à un objet de connaissance suffisant afin de produire un comportement intelligent.
Une compréhension constitue la limite d’une conceptualisation. Comprendre quelque chose signifie l’avoir conceptualisée dans une certaine mesure.
Réfléchir demande généralement une capacité cognitive et intellectuelle, au-delà du fait qu’elle soit accessible par tout être «bien constitué ». Une réflexion poussée, qui nécessite une culture et une information, permet d’aboutir à des résultats sensés et cohérents. Certains troubles de l’attention peuvent altérer la concentration et la réflexion profonde. Certaines personnes utilisent leur réflexion pour aboutir à des raisonnements jugés stupides, leur réflexion est considérée comme superficielle et inutile.

## Exemples
1. On ne peut comprendre le temps que si l’on est en mesure de prédire et de fournir une explication de certaines de ses caractéristiques, etc.
2. Un psychiatre peut comprendre l’anxiété des autres s’il parvient à connaître leurs angoisses et leurs causes pour ensuite leur donner des conseils utiles sur la manière d’y faire face.
3. Une personne peut comprendre un ordre si elle connaît son émetteur et ses attentes, et si la personne se fait comprendre par tous (voir numéro 4).
4. On peut comprendre un raisonnement, un argument ou un langage si l’on peut reproduire de manière consciente le contenu de l’information véhiculée par le message.
5. On peut comprendre un concept mathématique si ce dernier permet de résoudre des problèmes, y compris les problèmes nouveaux.

## La compréhension comme modèle
Gregory Chaitin, un célèbre informaticien, avance que la compréhension est un type de compression de données. Dans son essai The Limits of Reason (Les limites de la raison), il affirme que comprendre quelque chose signifie être capable de comprendre un ensemble de règles qui l’explique. Par exemple, nous sommes capables de comprendre pourquoi le jour et la nuit existent car nous disposons d’un modèle simple : la rotation de la Terre. Ce modèle désigne une quantité phénoménale de données : variation de luminosité, de température et composition atmosphérique de la Terre. Nous avons compressé de nombreuses informations en utilisant un simple modèle de prédiction. De la même façon, nous comprenons que le nombre 0,33333… équivaut à un tiers. Une quantité importante de mémoire a été nécessaire pour représenter le nombre d’une première façon. La deuxième façon, elle, permet de produire toutes les données de la première représentation mais utilise beaucoup moins d’informations. Chaitin affirme que la compréhension est cette faculté à compresser des données.

## Les composants de la compréhension

### La cognition et l’affect
La cognition est le processus par lequel les entrées sensorielles sont transformées. L’affect renvoie à l’expérience des sentiments ou des émotions. La cognition et l’affect constituent la compréhension.

## Des perspectives religieuses
Dans le catholicisme et l’anglicanisme, la compréhension représente l’un des dons du Saint-Esprit.